# Сьюзен Гелмс
Сьюзен Джейн Гелмс (англ. Susan Jane Helms; нар. 26 лютого 1958) — американська астронавтка НАСА. Здійснила п'ять космічних польотів на шаттлах: STS-54 (1993, «Індевор»), STS-64 (1994, «Діскавері»), STS-78 (1996, «Колумбія»), STS-101 (2000, «Атлантіс») і STS-102 (2001, «Колумбія»), генерал-лейтенант ВПС США.

## Освіта
- В 1976 році закінчила середню школу в Портленді (штат Орегон).
- У 1980 році отримала ступінь бакалавра наук в області аерокосмічної техніки в Академії ВПС США, в Колорадо-Спрінгс, штат Колорадо.
- У 1985 році отримала ступінь магістра наук в області аеронавтики і астронавтики в Стенфордському університеті, який розташований біля міста Пало-Альто, штат Каліфорнія.

## Військова кар'єра
У 1980 році, після закінчення Академії ВПС США, Хелмс була направлена на авіабазу «Еглін», штат Флорида, інженером в Лабораторію ВПС по озброєнню літака F-16. У 1982 році стала провідним інженером з озброєння і боєприпасів літака F-15. У 1984 році вступила до аспірантури, в 1985 році отримала ступінь і перейшла доцентом на кафедру аеронавтики в Академію ВПС США. У 1987 році зарахована в авіаційну школу військових льотчиків на авіабазі «Едвардс», в Каліфорнії. Після року навчання за спеціальністю льотчик-випробувач, Гелмс як пілот ВПС США була направлена для випробувань аерокосмічної техніки на канадську авіабазу «Голдлейк», розташовану біля міста Альберта, Канада. Там вона працювала інженером з льотних випробувань і військовим льотчиком-випробувачем літака CF-18. Вона літала і займалася контролем польотів CF-18, коли отримала запрошення в астронавти від НАСА. Як льотчик-випробувач Гелмс літала на більш ніж 30 різних типах американських і канадських військових літаків. Військові звання: капітан ВПС (1989 рік), полковник ВПС США, генерал-майор ВПС США (2006 рік), генерал-лейтенант ВПС США (2011 рік).